# Bad Fischau
Bad Fischau ist eine Ortschaft der Marktgemeinde Bad Fischau-Brunn im Bezirk Wiener Neustadt-Land in Niederösterreich.

## Geschichte
Die Nutzung der Quellen folgt einer bis in die Römerzeit reichenden Tradition und der Badebetrieb datiert spätestens um das Jahr 1363. Das unter Denkmalschutz stehende Thermalbad aus dem 19. Jahrhundert, die Kristalltherme, legt davon noch heute ein Zeugnis ab, die Gegend war aber bereits zur Hallstattzeit besiedelt, wie Funde auf der Malleiten, einem nördlich gelegenen Höhenzug, belegen. Dort bestand eine ausgedehnte Höhensiedlung, von der zahlreiche Hügelgräber mit reichem Fundmaterial und auch eine Töpferwerkstatt bezeugen.
Zur Zeit der Römer  führte hier die Blätterstraße vorbei, neben der Bernsteinstraße ein wichtiger Straßenzug am Ostrand der Voralpen. Zahlreiche römischen Funde aus dieser Gegend werden heute in den Schlössern Ebreichsdorf und Hernstein aufbewahrt.
Erste Nennungen einer Lage namens Fischau beziehen sich wohl auf den Fluss, der 805 als Grenze des awarischen Siedlungsgebiets und um 870/75 zur näheren Bestimmung einer Taufkirche genannt wird.  Mitte des 11. Jahrhunderts war diese Kirche das Zentrum eines großen Pfarrbezirks, der bis Ende des 13. Jahrhunderts zum Erzbistum Salzburg gehörte und danach landesfürstlich wurde. Die Pfarrer der Martinskirche von Fischau hatten bereits im 12. Jahrhundert die Würde von Dechanten bzw. von Erzpriestern und Archidiakonen.
Der sich rasch entwickelnde Ort wird bereits 1166 in der Funktion eines Marktes genannt und gewann weiter an Bedeutung, als die Grafen von Formbach von Neunkirchen hier einige Jahre eine Münzstätte betrieben, in der der Fischauer Pfennig geprägt wurde. Zu dieser Zeit entstand auch das Schloss Fischau.
Der Neunkirchner Höhlenforschungspionier Franz Mühlhofer identifizierte 1929 das „Zwerglloch“ als „Falschmünzerhöhle“ und konnte damit eine alte Sage bestätigen.
Im Jahr 1194 wurde auf einem Taiding in Fischau die Gründung von Wiener Neustadt beschlossen.
Laut Adressbuch von Österreich waren im Jahr 1938 in der Ortsgemeinde Bad Fischau zwei Ärzte, zwei Bäcker, eine Bierniederlage, ein Brennstoffhandel, eine Drogerie, ein Elektrotechniker, zwei Fleischer, zwei Friseure, drei Fuhrwerker, fünf Gastwirte, sieben Gemischtwarenhändler, ein Glaser, eine Hebamme, ein Konsumverein, ein Lederhändler, zwei Maler, eine Mühle, ein Schreibwarenhändler, ein Pferdefleischer, zwei Fotografen, zwei Schlosser, ein Schmied, ein Schneider, fünf Schuster, eine Sparkasse, vier Trafikanten, vier Tischler, drei Viktualienhändler, eine Zuckerwarenhandlung und mehrere Landwirte ansässig. Zudem existierte ein Kino, mehrere Sandgruben und das Heilbad der Güterdirektion Hernstein.

## Verkehr

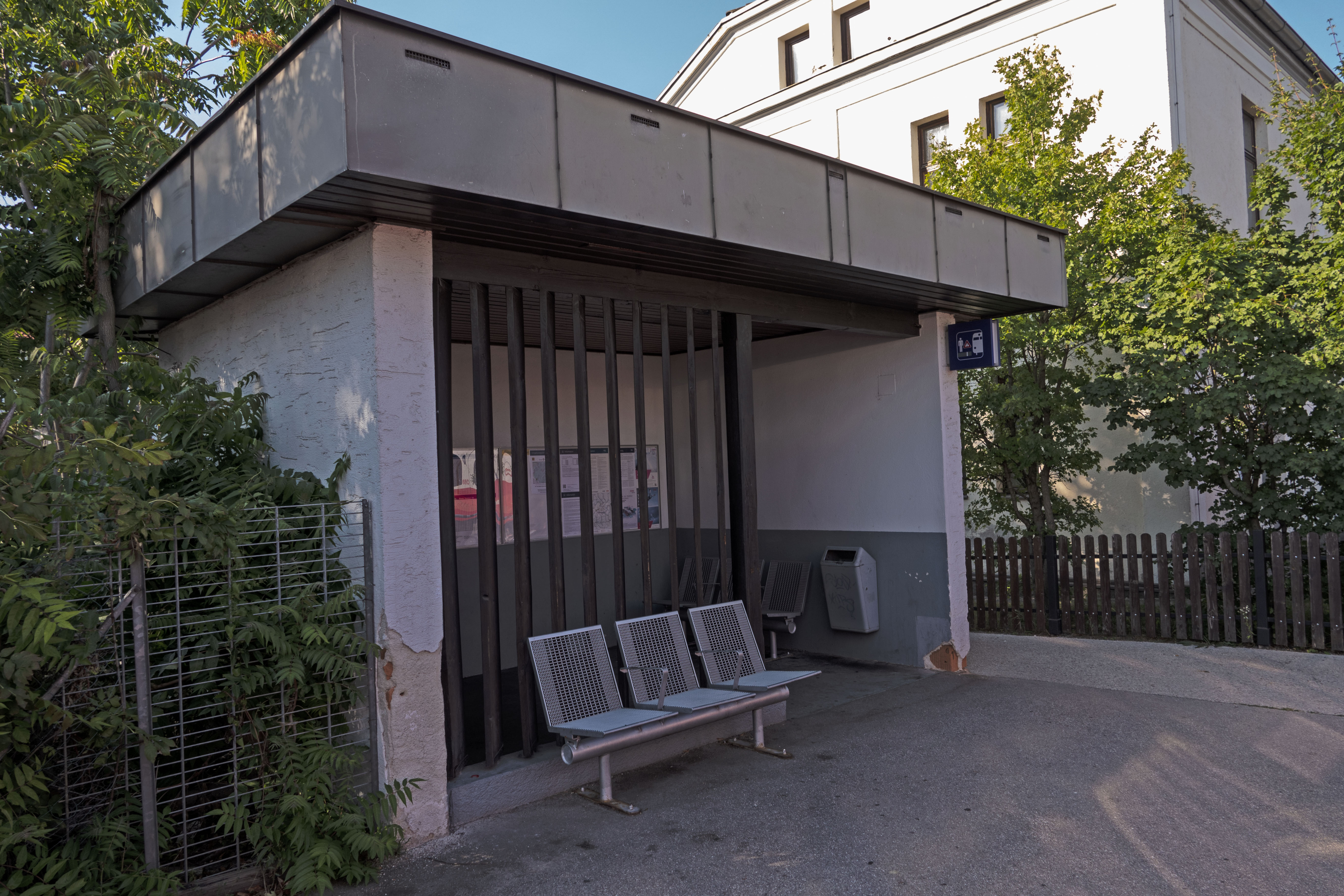
Man sieht hier die Haltestelle Bad Fischau.

Beim Bahnhof Bad Fischau-Brunn zweigt von der Schneebergbahn eine Flügelbahn nach Wöllersdorf ab. An dieser, heute von den Zügen von Wiener Neustadt Richtung Gutenstein befahrenen Strecke befindet sich die Haltestelle Bad Fischau.

## Persönlichkeiten
- Peter Marginter (1934–2008), Schriftsteller, Essayist und Übersetzer